# Фридрих Йоахим фон Алвенслебен
Фридрих (Фриц) Йоахим фон Алвенслебен (на немски: Friedrich Joachim von Alvensleben) е граф от род Алвенслебен в Алтмарк в Саксония-Анхалт, съветник в окръг Нойхалденслебен/Халденслебен.

## Биография
Роден е на 10 ноември 1833 година в Еркслебен. Той е големият син на граф Фердинанд Фридрих Лудолф фон Алвенслебен (1803 – 1889) и съпругата му Луиза Тереза Паулина фон дер Шуленбург-Примерн (1810 – 1882), дъщеря на Леополд Вилхелм фон дер Шуленбург (1772 – 1838) и Юлиана Шарлота фон Кирхбах (1785 – 1873).
От 1847 г. Фридрих фон Алвенслебен посещава рицарската академия в Дом Бранденбург/Бранденбург на Хафел, мести се в „Педагогима“ в Хале, където прави абитура през 1852 г. От 1853 до 1855 г. той следва право в Бон и Берлин.
От 1855 г. той е в градския и окръжен съд в Магдебург. През 1858 г. е в управлението на Мерзебург, от 1863 е в управлението на Магдебург и от август 1863 е съветник в Нойхалденслебен за 37 години до 1 януари 1901 г.
От 1896 г. той е рицар и от 1898 г. командир на „Немския орден“ на Балай Утрехт. От 1893 г. той често е по здравословни причини в Южна Франция, където умира на 26 декември 1912 в Ница на 79-годишна възраст.

## Фамилия
Фридрих Йоахим фон Алвенслебен се жени на 22 юли 1863 г. в Поплиц за Елизабет Клара Катарина фон Крозигк (* 5 юни 1844, Наумбург; † 16 юни 1916, Мюнхен), дъщеря на Фолрат фон Крозигк (1819 – 1889) и Бети фон Рьодер (1824 – 1856). Те имат четири дъщери:
- Елизабет Луиза Маргарета фон Алвенслебен (* 27 септември 1864), омъжена за Ханс фон Майбом († 16 март 1931)
- Клара Елизабет фон Алвенслебен (* 29 декември 1866, Нойхалденслебен; † 9 април 1955, Кьонигшайн им Таунус), омъжена за Вернер фон Алвенслебен (* 16 януари 1862, Шпандау; † 12 декември 1937, Берлин)
- Елизабет Клара Катарина фон Алвенслебен (* 3 февруари 1870, Нойхалденслебен; † 8 септември 1941, Мьолен), омъжена на 7 юли 1888 г. в Нойхалденслебен за Фридрих фон Масов (* 13 октомври 1865, Берлин; † 30 ноември 1924, Мьолен)
- Елизабет Марта фон Алвенслебен (* 16 септември 1872, Нойхалденслебен; † 15 март 1953, Остзеебад Кюлунгсборн), омъжен за Еренрайх фон Кноблаух (* 4 май 1873, Остерхолц; † 27 януари 1927, Росток)